# 1887年香港
|        | 香港歷史 \| 香港歷史年表                                                                                                   |
| 世紀： | 18世紀香港 \| 19世紀香港 \| 20世紀香港                                                                                     |
| 年代： | 1850年代香港 \| 1860年代香港 \| 1870年代香港 \| 1880年代香港 \| 1890年代香港 \| 1900年代香港 \| 1910年代香港               |
| 年份： | 1883年香港 \| 1884年香港 \| 1885年香港 \| 1886年香港 \| 1887年香港 \| 1888年香港 \| 1889年香港 \| 1890年香港 \| 1891年香港 |
| 紀年： | 丁亥年（猪年）、香港開埠46周年                                                                                             |

## 大事記
- 2月16日：
  - 何啟在德臣西報發表《中國先睡後醒論書後》一文，駁斥曾紀澤。[1]
  - 雅麗氏醫院於上環荷李活道建成啟用[2]，為香港首間採用西法醫療的華人醫院。
- 7月8日，何啟胞弟何渭臣獲批准成為香港首位華人執業律師。[1]
- 10月9日，香港舉行盛大慶典，慶祝英女王維多利亞登基50周年。[1]
- 11月15日，發生華陽輪大火及沉沒慘劇，由香港開往廣州的華陽輪在航至東莞虎門近岸時失火並沉沒，釀成約300人罹難、近200人獲救生還。[3]
- 本年：
  - 政府財政收入為143萬港元，支出202萬。[1]
  - 總人口為185,932人，外國人佔10,522名。[1]